# Tammy Lynn Sytch
Tamara Lynn Sytch, detta Tammy (Matawan, 7 dicembre 1972), è una ex manager e valletta di wrestling statunitense.
È conosciuta principalmente per la sua permanenza nella World Wrestling Federation con il ring name Sunny, oltre che nella Extreme Championship Wrestling, nella World Championship Wrestling e nella Ring of Honor. Fa parte della WWE Hall of Fame dal 2011.

## Biografia
Tammy Lynn Sytch frequentò la scuola superiore assieme al suo fidanzato di lunga data Chris Candido e studiò medicina all'Università del Tennessee con l'ambizione di diventare una pediatra; ai tempi del college lavorò come fotografa freelance.
Durante la sua permanenza in WWF ebbe una relazione di nove mesi con Shawn Michaels, che però, nel 1997, la accusò di tradirlo con Bret Hart; il lottatore canadese negò tutto e i due ebbero anche un confronto fisico nel backstage sulla questione.
Sempre nel 1997 la rivista per adulti Playboy le offrì la possibilità di posare nuda in sei scatti ma declinò; la collega Rena Mero, meglio nota come Sable, dichiarò tuttavia che Playboy non contattò mai Tammy. La Sytch, comunque, posò nuda per il sito Wrestling Vixxxens ma nel 2007 disse d'essersene pentita.
Nel 2001 fu ricoverata in ospedale per appendicite, cosa che la costrinse a restare lontana dal mondo del wrestling per un po' di tempo. Ebbe poi una relazione con il wrestler Damien Darling, poi conclusa; in poco più di un mese, fu arrestata cinque volte per averlo aggredito.
Nel 2016, ha preso parte al film pornografico Sunny Side Up: In Through the Backdoor, prodotto dalla Vivid Entertainment.

## Carriera

### Wrestling

#### Smoky Mountain Wrestling (1992-1995)
Sytch iniziò la propria carriera nel wrestling assieme al fidanzato Chris Candido, con l'obiettivo di guadagnare qualche soldo extra. Nel 1992 inoltrato, firmò un contratto semestrale con la Smoky Mountain Wrestling. Utilizzò il nome Tammy Fytch ed interpretò il ruolo di una heel, che idolatrava Hillary Clinton. Nella prima storyline in cui fu coinvolta, minacciò di fare causa alla federazione perché non c'erano donne nelle posizioni di potere. Fu poi manager di Brian Lee, accompagnandolo fino alla conquista dello SMW Heavyweight Championship, per poi cominciare a seguire le prestazioni di Candido. A partire da maggio 1994, diventò manager del tag team costituito proprio da Candido e Lee, che si aggiudicarono il SMW Tag Team Championship, strappandolo ai Rock 'n' Roll Express. Sia Sytch che Candido, comunque, lasciarono la federazione agli inizi del 1995 per passare alla World Wrestling Federation (WWF).

#### World Wrestling Federation (1995-1998)
Nel tardo 1994, Sytch fu contatta dalla WWF. Cominciò quindi ad apparire con il nome di Tamara Murphy. Un mese più tardi, anche Candido la raggiunse nella nuova federazione. I due tornarono a lavorare insieme, sempre nelle vesti di heel: Candido adottò il nome di Skip, mentre Sytch diventò Sunny. Formarono il tag team chiamato The Bodydonnas, una coppia di fanatici del fitness. Successivamente, Zip entrò a far parte della squadra e Sunny fu all'angolo dei due quando conquistarono il World Tag Team Championship a WrestleMania XII, strappandolo ai Godwinns. Nel 1996, vinse il premio di Pro Wrestling Illustrated come miglior manager dell'anno. Secondo AOL, fu la donna più "scaricata" da internet nel corso dello stesso anno. Alcune settimane dopo, i Godwinns riconquistarono il titolo di coppia e Sunny tradì i Bodydonnas, in favore dei nuovi campioni. Successivamente, tradì anche i Godwinns per aiutare gli Smoking Gunns a guadagnare il World Tag Team Championship. Dopo che anche gli Smoking Gunns persero il titolo, i due licenziarono Sunny al centro del ring.
Fu per breve tempo la manager di Faarooq Asad, aiutandolo nel corso del suo feud per l'Intercontinental Championship contro Marc Mero e la sua valletta Sable. In questo periodo, apparve anche sul programma di MTV Singled Out e Entertainment Tonight della CBS. Nel frattempo, Candido lasciò la WWF per l'Extreme Championship Wrestling (ECW) e non passò molto tempo prima che Sunny cominciasse ad effettuare delle apparizioni in questa federazione. Ad agosto 1997, partecipò al pay-per-view Hardcore Heaven.
Nel 1998, Sunny diventò la manager della nuova versione dei Road Warriors, nota come Legion of Doom 2000. Il tag team, con la sua guida, diventò contendente numero uno al titolo di coppia, grazie alla vittoria in una Tag Team Battle Royal, che si disputò a WrestleMania XIV. Fu licenziata dalla WWF a luglio, a causa di voci riguardanti dei problemi con Sable nel backstage, oltre che per un presunto abuso di antidolorifici e per via di diverse assenze ingiustificate agli show.

#### Extreme Championship Wrestling (1998-1999)
Entrò così stabilmente nella ECW. Quattro giorni dopo il suo rilascio da parte della WWF, debuttò nel pay-per-view Heat Wave. Utilizzò il nome Tammy Lynn Sytch negli eventi della ECW, accompagnando Candido nel seguente feud con Lance Storm. Nel mese di settembre, Storm presentò la sua nuova valletta: si trattava di Tammy Lynn Bytch, un'evidente parodia. Nel corso dello stesso anno, Sytch e Candido sparirono dagli show televisivi in alcune circostanze; secondo alcune voci, per abuso di sostante stupefacenti.
Quando rientrò il duo, Candido si alleò con la stable di Shane Douglas, chiamata Triple Threat. Sytch cominciò una rivalità con Francine, valletta di Douglas. Il feud venne però interrotto bruscamente, a causa dell'arresto di Sytch per aver violato un ordine restrittivo richiesto da sua madre. Tornò ad ottobre 1999, durante una puntata di ECW on TNN, dove parlò apertamente dei suoi passati problemi di droga. Ebbe poi un breve feud con Dawn Marie. A dicembre 1999, Sytch e Candido lasciarono la federazione.

#### World Championship Wrestling (2000)
Dopo una fugace presenza nella Xtreme Pro Wrestling all'inizio del 2000, sia Sytch che Candido firmarono un contratto con la World Championship Wrestling (WCW). Candido debuttò a marzo, mentre Sytch esordì un mese più tardi, nel corso del pay-per-view Spring Stampede. Sytch aiutò Candido ad aggiudicarsi il WCW Cruiserweight Championship, battendo The Artist Formerly Known as Prince Iaukea. Ebbe un feud con la valletta di quest'ultimo, Paisley. Questa rivalità si concluse a Slamboree, quando Prince Iaukea e Paisley strapparono il vestito di Sytch, lasciandola in biancheria intima. Sytch e Candido ebbero poi un feud con Crowbar e Daffney. Candido perse il titolo poco tempo dopo, evento che anticipò la conclusione dell'esperienza della coppia in WCW. Come in passato, Sytch lasciò la compagnia circondata dalle voci riguardanti un suo presunto abuso di sostanze stupefacenti.

#### Circuito indipendente (2000-2010)
Dopo il suo rilascio da parte della WCW, il duo tornò nella Xtreme Pro Wrestling, dove Sytch affiancò Candido nella sua scalata verso il titolo assoluto della federazione. Candido e Sytch lavorarono con diverse compagnie nel circuito indipendente. Nella primavera del 2003, si trasferirono a Porto Rico, per lavorare nell'International Wrestling Association. Sabu li convinse a lavorare per la federazione rivale, la World Wrestling Council (di Carlos Colón. Sei mesi più tardi, la coppia abbandonò la WWC e fece ritorno negli Stati Uniti.
Dopo la morte di Candido, non passò molto tempo prima che Sytch fosse nuovamente coinvolta nel circuito indipendente. Fece un'apparizione come special referee in un match per la NWS Wrestling a maggio 2005, partecipando poi ad uno show in memoria di Candido che si svolse il 4 giugno successivo. Il 10 giugno, partecipò a Hardcore Homecoming: assieme a Johnny Grunge e Pitbull #1, resero onore ai wrestler della ECW recentemente scomparsi. Furono interrotti da Danny Doring e Roadkill, con i due che furono poi portati via dai 911.

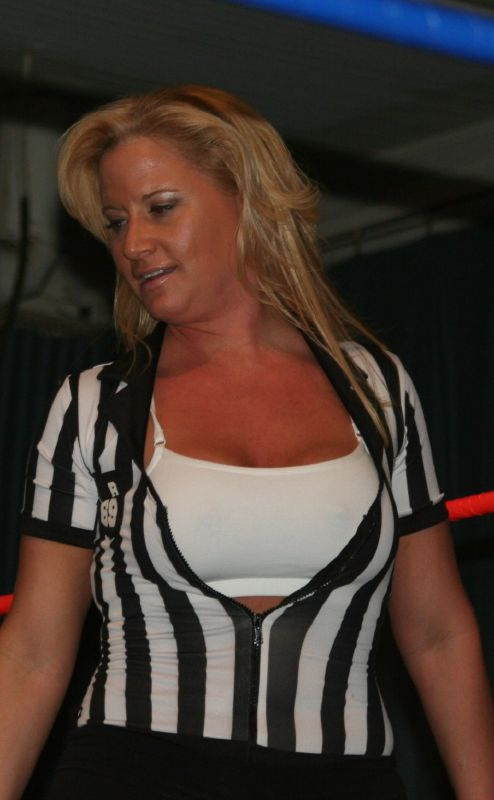
Sytch come arbitro ad aprile 2009.

Fece poi delle apparizioni nella NWA Cyberspace. Conclusa questa esperienza, passò alla National Wrestling Superstars (NWS): apparse in diversi show, tra cui uno dove fu la manager di Lex Luger, nella vittoria su Johnny Candido. In seguito, la Cyberspace cambiò nome in Shockwave e Sytch ne fu nominata commissaria. Immediatamente dopo questo annuncio, dichiarò vacanti tutti i titoli della federazione.
Il 22 dicembre 2007, vinse il primo titolo della sua carriera, il WSU Championship. Riuscì a sconfiggere Alicia in uno show della Women Superstars Uncensored che si svolse a Lake Hiawatha, in New Jersey. Anche se per una sola sera, tornò nella WWF, ora conosciuta come WWE: fu presente nella puntata speciale di Raw, dedicata al quindicesimo anniversario dello show.
Fece poi un'apparizione nello show della Ring of Honor (ROH) che si tenne a New York, in data 29 dicembre 2007. Fu presente a bordo ring, mentre Daizee Haze riusciva a sconfiggere Lacey e Sara Del Rey. Al termine dell'incontro, Lacey assalì verbalmente Sytch, accusandola di aver contribuito alla scarsa considerazione delle donne nell'industria del wrestling. Tentò di passare alle vie di fatto, prima di essere fermata da Haze. Sytch apparì in ROH anche nel 2008, offrendo i suoi servizi da manager ad Austin Aries, che però rifiutò la proposta.

#### Ultime apparizioni in WWE (2009-2011)
Sunny partecipò a WrestleMania XXV, nel corso del Battle Royal Match che avrebbe determinato il titolo di Miss WrestleMania, venendo però eliminata rapidamente. Il 7 marzo 2011 durante una puntata di Raw, fu annunciato il suo ingresso nella WWE Hall of Fame.

### Intrattenimento per adulti
Sytch dichiarò di essere stata contattata, nel 1997, dalla rivista Playboy che gli avrebbe offerto una "cifra a sei zeri" per posare nuda. Disse di avere rifiutato la proposta perché non si sentiva emotivamente pronta per un simile passo. Rena "Sable" Mero, con la quale Sytch ebbe diversi contrasti in passato nella vita reale, mise in dubbio le sue affermazioni sul possibile contatto da parte di Playboy.
Dal 2001 al 2003, tuttavia, Sytch posò regolarmente nuda per il sito web di Missy Hyatt Wrestling Vixxxens.
Nel 2016 la Vivid Entertainment ha distribuito il film pornografico intitolato Sunny Side Up: In Through the Backdoor che la vede protagonista.
Dopo essere uscita di prigione nel 2020, Sytch creò un account su OnlyFans per caricare suoi contenuti pornografici.

## Problemi giudiziari

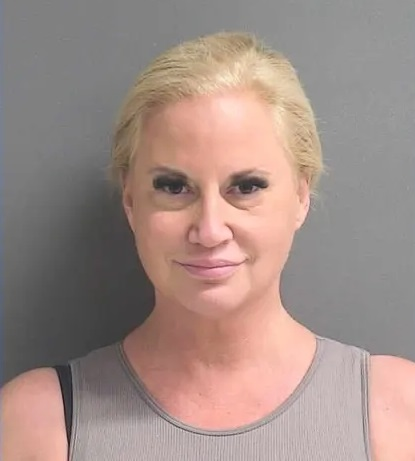
Foto segnaletica di Tammy Lynn Sytch (2022)

Nel 2012 Sytch è stata arrestata cinque volte nello spazio di quattro settimane, per condotta molesta, furto con scasso di terzo grado e tre capi di imputazione per violazione di un ordine cautelare. Venne arrestata una sesta volta nel gennaio 2013, sempre per violazione di un ordine cautelare. Scontò una pena di 114 giorni in carcere nel Connecticut e fu rilasciata nel 2013.
Tra maggio e giugno 2015 fu arrestata tre volte in Pennsylvania per guida in stato di ebbrezza. Nel gennaio 2016 si dichiarò colpevole in tutte e tre le circostanze. Il 18 agosto fu condannata a 90 giorni di prigione, ma furono contati anche i 97 giorni di riabilitazione come tempo trascorso e quindi non entrò in carcere. Tuttavia, fu accusata di avere violato la libertà condizionata a settembre e rimase in carcere fino al 3 febbraio 2017.
Durante il periodo di prova, fu arrestata in New Jersey per ubriachezza al volante il 23 gennaio e il 2 febbraio 2018, e fu anche accusata di fuga dal luogo di un incidente in relazione all'arresto del 2 febbraio. Dopo non essersi presentata in tribunale per entrambi i casi, è stata arrestata il 27 febbraio 2018 per sei capi di imputazione per oltraggio alla corte e fu rinchiusa nel carcere della contea di Monmouth, New Jersey. Durante il processo si scoprì che era una fuggitiva dalla giustizia a causa della revoca della sua libertà condizionata in Pennsylvania nell'agosto 2017. La Sytch venne successivamente estradata in Pennsylvania il 23 marzo e rimase nella prigione della contea di Carbon County fino al 9 ottobre 2018.
Il 15 febbraio 2019 fu spiccato un mandato di arresto per Tammy Lynn Sytch in Pennsylvania e il dipartimento di libertà vigilata della contea di Carbon presentò una mozione per revocare la libertà condizionata. È stata arrestata a Seaside Heights, nel New Jersey, alla fine del mese per guida in stato di ebbrezza e altri reati di guida e successivamente rilasciata sotto la custodia del dipartimento di polizia di Holmdel dopo che si è scoperto che aveva mandati pendenti in entrambe le zone. È stata accusata di oltraggio alla corte per entrambi i mandati. Il 20 marzo Sytch venne estradata dalla contea di Monmouth a quella di Carbon County per rispondere dei reati. Dopo oltre un anno di prigione, venne rilasciata il 25 febbraio 2020.
Il 13 luglio 2020 venne nuovamente arrestata, per aver presumibilmente eluso un agente di polizia, oltraggio/violazione di un ordine restrittivo di violenza domestica e guida di un veicolo a motore durante una seconda sospensione della patente. È stata incarcerata presso l'istituto correzionale della contea di Monmouth, per poi uscire il 9 giugno 2021, dietro ordine della corte.
Il 13 gennaio 2022 è stata arrestata a Keansburg, New Jersey, per detenzione abusiva di arma impropria e minaccia terroristica. È stata internata al Monmouth County Correctional Institution, ma è stata rilasciata il giorno successivo dopo che le è stato ordinato di presentarsi settimanalmente al tribunale. Le accuse derivano da un incidente in cui avrebbe minacciato di uccidere un "partner intimo" con un paio di forbici. Se condannata, la Sytch rischia 11 anni di prigione. Fu arrestata ancora un mese dopo a Keansburg con l'accusa di 11 violazioni del codice della strada.
Il 25 marzo 2022 Tammy Lynn Sytch è rimasta coinvolta in un incidente stradale mortale in Florida, dove è rimasto ucciso un uomo di 75 anni. Secondo un rapporto del dipartimento di polizia di Ormond Beach, Sytch stava guidando una Mercedes-Benz del 2012 quando si schiantò contro il retro di una Kia Sorento del 2013 che era ferma al semaforo. Testimoni hanno detto alla polizia che Sytch stava guidando ad alta velocità quando si è schiantata contro la Kia Sorento. Sytch è stata trasportata in ospedale con ferite sconosciute e un campione del suo sangue è stato prelevato per l'analisi tossicologica. Nel maggio 2022 è stata nuovamente arrestata per guida in stato di ebbrezza dopo che i risultati dell'esame tossicologico rivelarono che il contenuto di alcol nel suo sangue era circa 3,5 volte il limite legale durante l'incidente stradale mortale. Dopo essere stata inizialmente rilasciata dopo aver pagato una cauzione di 227.500 dollari, 
un giudice la ritenne un pericolo per la comunità e revocò la sua cauzione sei giorni dopo, e Sytch fu riportata in prigione. Il 16 agosto 2023 ha dichiarato di non volere opporre nessuna contestazione alle accuse. Rischia fino a 25 anni di carcere. Il 27 novembre 2023 è stata condannata a una pena detentiva di diciassette anni da scontarsi in prigione.

## Personaggio

### Mosse finali
- The Sunny Stunner (Stunner)[1]

### Wrestler accompagnati
- Brian Lee
- Chris Candido
- Faarooq Asad
- Legion of Doom 2000
- The Bodydonnas
- The Godwinns
- The Smoking Gunns

## Titoli e riconoscimenti
- Pro Wrestling Illustrated
  - PWI Manager of the Year (1996)
- Women Superstars Uncensored
  - WSU Championship (1)
- World Wrestling Federation / Entertainment
  - Slammy Award per il miglior dolce (1996)
  - Slammy Award per il miglior manager dell'anno (1996)
  - WWE Hall of Fame (2011)

## Filmografia
- Sunny Side Up: In Through the Backdoor (2016)